# Partia Żmudzinów
Partia Żmudzinów (lit. Žemaičių partija, ŽP) – litewska regionalna partia polityczna założona w 2008. 

## Historia
Partia powstała w 2008 na fali walki o uznanie odrębności etnicznej i językowej Żmudzinów. Jej przewodniczącym został były poseł na Sejm Republiki Litewskiej Egidijus Skarbalius. Oficjalnie została zarejestrowana 13 lutego 2009. Mimo początkowych zapowiedzi partia nie zgłosiła swojego kandydata w wyborach prezydenckich w 2009. Ugrupowanie wystartowało jednak w wyborach do Parlamentu Europejskiego w 2009, uzyskując 1,27% głosów. W kilku samorządach udało mu się przekroczyć próg wyborczy – w rejonie możejskim uzyskało 6,27% głosów, w rejonie kretyngańskim – 5,67%, w płungiańskim – 5,76%, retowskim – 5,04%, szkudzkim – 6,84%, telszańskim – 5,84%. Listę wyborczą ugrupowania otwierał jego lider Egidijus Skarbalius. 
Partia startowała w wyborach samorządowych w 2011 z numerem 116. Swoje przedstawicielstwo uzyskała jedynie w radzie rejonu kłajpedzkiego, gdzie uzyskała 8,54% głosów i 3 mandaty. Nie przekroczyła bariery uprawniającej do udziału w podziale mandatów w Połądze, a także w rejonie: kretyngowskim (1,89%), szawelskim (1,87%), możejkowskim (2,23%) i tauroskim (2,46%). W wyborach w 2015 partia uzyskała ponownie trzy mandaty w rejonie kłajpedzkim. 
Ugrupowanie posiada swoje oddziały w większości większych miast na Żmudzi, w tym w Telszach (uważanych za stolicę regionu), Szawlach, Połądze, Kretyndze, Rosieniach i Taurogach. Ma również oddziały w Wilnie, Kownie, Kłajpedzie i w Londynie. Siedzibą partii jest Kłajpeda. 
Symbolem ruchu jest złote słońce na czerwonym tle. Ugrupowanie używa również tradycyjnego herbu Żmudzi: czarnego niedźwiedzia na czerwonym tle.